# ناصر وردياني
 ناصر وردياني  (ق. 1945 - 15 مايو 2022) فنان سوري ولد في حلب. متزوج وله أربعة أولاد وهو أخ الفنان رياض وردياني. قام بأدوار مهمة منها المختار أبو سليم في المسلسل السوري كوم الحجر وأبو جهل في مسلسل خالد بن الوليد. انضم إلى نقابة الفنانين عام 1987.

## من أعماله

### في الإذاعة
- قام ناصر بالعديد من الأعمال الإذاعية في حلب و بعضها في دمشق

### في المسرح
- قام بالعديد من الأعمال المسرحية في المسرح القومي في حلب

### في التلفزيون
- نهاية رجل شجاع
- المهر الدامي
- الجوارح
- إخوة التراب
- إخوة التراب2
- قلوب خضراء
- جواد الليل
- ليل المسافرين
- سيرة آل الجلالي
- الزير سالم
- صلاح الدين الأيوبي
- عمر الخيام
- هولاكو
- قانون ولكن
- صقر قريش
- ربيع قرطبة
- الطارق
- التغريبة الفلسطينية
- ملوك الطوائف
- الظاهر بيبرس
- خالد بن الوليد
- زمن الخوف
- حوش العيلة
- كوم الحجر
- أبو جعفر المنصور
- التجلي الأخير لغيلان الدمشقي
- الناس بلا ناس
- باب المقام
- القعقاع بن عمرو التميمي
- معاوية والحسن والحسين
- بيوت حلبية
- عمر
- روزنا

## وصلات خارجية
- ناصر وردياني على موقع قاعدة بيانات الأفلام العربية